# Antonio Lacayo Oyanguren
Antonio Lacayo Oyanguren (Managua, 21 de diciembre de 1947-San Carlos, 17 de noviembre de 2015) fue un empresario y político nicaragüense que desempeñó el cargo de ministro de la Presidencia entre 1990 y 1995 durante el gobierno de su suegra Violeta Barrios de Chamorro. 
Murió en accidente aéreo en el cual el helicóptero en el cual viajaba cayó al río San Juan junto con el piloto y 2 ejecutivos de Coca Cola.
El helicóptero que los transportaba se accidentó el martes 17 de noviembre de 2015 durante un recorrido desde la ciudad de Managua hacia Río San Juan, localidad donde cayó y se encontraron los restos de la aeronave. La búsqueda duró 2 días, hasta que por fin encontraron los cuerpos.